# Eliška Dřímalová
Eliška Dřímalová (Valtice, 28 mei 1995) is een voormalig Tsjechische langebaanschaatsster. Ze trainde net als Martina Sáblíková en Nikola Zdráhalová bij Petr Nováks NOVIS Team.
Haar wereldbekerdebuut maakte ze op 28 januari 2017 in Berlijn. Tijdens het WK Afstanden 2017 op de Gangneung Science Oval eindigde Dřímalová als 24e op het onderdeel Mass start. In 2013 en 2014 nam ze deel aan het WK voor junioren.
Na 2018 besloot ze te stoppen. Ze accepteerde het aanbod van coach Novák om masseuse te worden, vervulde de cursus en masseert onder meer Sáblíková en de overige rijders in het schaatsteam.
Dřímalová heeft een relatie met de Italiaanse langebaanschaatser Alessio Trentini.

## Persoonlijke records
| Afstand    | Tijd    | Datum           | Baan    |
| ---------- | ------- | --------------- | ------- |
| 500 meter  | 41,99   | 22 oktober 2016 | Inzell  |
| 1000 meter | 1.19,79 | 20 oktober 2017 | Inzell  |
| 1500 meter | 2.03,76 | 15 oktober 2017 | Inzell  |
| 3000 meter | 4.20,49 | 7 oktober 2017  | Inzell  |
| 5000 meter | 8.08,76 | 5 maart 2016    | Baselga |